# Igors Kazanovs
Igors Kazanovs (russisch Игорь Яковлевич Казанов, Igor Jakowlewitsch Kasanow; * 24. September 1963 in Daugavpils) ist ein ehemaliger lettischer Hürdenläufer, dessen Spezialdisziplin die 110-Meter-Distanz war.
Für die Sowjetunion startend wurde er bei den Leichtathletik-Weltmeisterschaften 1987 in Rom Fünfter und gewann Bronze über 60 m Hürden bei den Leichtathletik-Hallenweltmeisterschaften 1989 in Budapest. 1990 gewann er Gold über 60 m bei den Leichtathletik-Halleneuropameisterschaften in Glasgow und erreichte bei den Leichtathletik-Europameisterschaften in Split das Finale, in dem er allerdings nicht das Ziel erreichte. 1991 holte er Silber über 60 m Hürden bei den Hallenweltmeisterschaften in Sevilla und schied bei den Weltmeisterschaften in Tokio im Halbfinale aus.
Als Repräsentant Lettlands verteidigte er 1992 bei den Halleneuropameisterschaften in Genua seinen Titel und erreichte bei den Olympischen Spielen in Barcelona das Halbfinale. Im Jahr darauf wurde er Fünfter über 60 m Hürden bei den Hallenweltmeisterschaften in Toronto und Sechster bei den Weltmeisterschaften in Stuttgart.
Während er bei seinen letzten großen Freiluftmeisterschaften, den Weltmeisterschaften 1995 in Göteborg und den Olympischen Spielen 1996 in Atlanta, nicht über das Halbfinale hinauskam, errang er in der Halle zwei weitere europäische Meistertitel bei den Halleneuropameisterschaften 1996 in Stockholm und bei den Halleneuropameisterschaften 1998 in Valencia.
Kazanovs ist verheiratet und hat zwei Töchter.

## Persönliche Bestzeiten
- 50 m Hürden (Halle): 6,48 s, 12. Februar 1992, Budapest
- 60 m Hürden (Halle): 7,42 s, 25. Februar 1989, Moskau
- 110 m Hürden: 13,26 s, 19. August 1993, Stuttgart